# Brandon, Northumberland
Brandon är en ort i civil parish Ingram, i grevskapet Northumberland i England. Orten är belägen 15 km från Alnwick. Brandon var en civil parish 1866–1955 när det uppgick i Ingram. Civil parish hade 58 invånare år 1951.